# Произведение Мояля
Произведением Мояля — самый известный пример звёздного произведения в фазовом пространстве. Оно является ассоциативным коммутативным звёздным произведением функций на ℝ2n, оснащённым скобкой Пуассона (с обобщением на симплектические многообразия, см. ниже). Это особый случай звёздного произведения «алгебры символов» в универсальной обертывающей алгебре.
Названо в честь израильского учёного Хосе Энрике Мояля.

## История
Произведение Мояля названо в честь Хосе Энрике Мояля, но тоже иногда называют произведением Вейля — Груневолда, так как оно было введено Дж. Груневолдом в его докторской диссертации от 1946 года, с глубокой связью с соответствием Вейля. Мояль на самом деле не знал об этом в своей знаменитой статье и отсутствие этого крайне не хватало в его переписке с Дираком, как показано в его биографии. Название произведения получилось в честь Мояля, кажется, только в 1970-х годах, являясь данью фазово-пространственной дискретизации изображения его квартиры.

## Определение
Произведение для гладких функций f и g из ℝ2n принимает форму
{\displaystyle f\star g=fg+\sum _{n=1}^{\infty }\hbar ^{n}C_{n}(f,g),}
где каждый Cn — определённый бидифференциальный оператор порядка n характеризуется следующими свойствами (см. ниже для явной формулы):
{\displaystyle f\star g=fg+{\mathcal {O}}(\hbar )}
Деформация точечного произведения — подразумевается в формуле выше.
{\displaystyle f\star g-g\star f=i\hbar \{f,g\}+{\mathcal {O}}(\hbar ^{3})\equiv i\hbar \{\{f,g\}\}}
Деформация скобок Пуассона, называется скобками Мояля.
{\displaystyle f\star 1=1\star f=f}
1 из недеформированной алгебры также является единицей в новой алгебре.
{\displaystyle {\overline {f\star g}}={\overline {g}}\star {\overline {f}}}
Комплексное сопряжение является антиавтоморфизмом.
Обратите внимание, что, если взять функции принимающие вещественные значения, то альтернативный вариант исключает {\displaystyle i} в свойстве 2 и исключает свойство 4.
Если ограничить рассмотрение полиномиальными функциями, то выше приведёная алгебра изоморфна алгебре Вейля An, и возможна альтернативная реализация карты Вейля пространства многочленов от n переменных (или симметрическая алгебра векторного пространства размерности 2n).
Чтобы задать явную формулу, рассмотрим постоянный бивектор Пуассона Π из ℝ2n:
{\displaystyle \Pi =\sum _{i,j}\Pi ^{ij}\partial _{i}\wedge \partial _{j},}
где Πij является комплексным числом, для каждого i и j.
Звёздочное произведение двух функций {\displaystyle f} и {\displaystyle g} можно определить как
{\displaystyle f\star g=fg+{\frac {i\hbar }{2}}\sum _{i,j}\Pi ^{ij}(\partial _{i}f)(\partial _{j}g)-{\frac {\hbar ^{2}}{8}}\sum _{i,j,k,m}\Pi ^{ij}\Pi ^{km}(\partial _{i}\partial _{k}f)(\partial _{j}\partial _{m}g)+\ldots ,}
где ħ — редуцированная постоянная Планка, рассматривается как формальный параметр. Это выражение известно также как частный случай формулы Березина в алгебре символов и можно представить в замкнутой форме (что следует из формулы Кемпбелла — Бейкера — Хаусдорфа). Закрытая форма может быть получена с помощью экспоненциальной:
{\displaystyle f\star g=m\circ e^{{\frac {i\hbar }{2}}\Pi }(f\otimes g),}
где {\displaystyle m} — карта умножения, {\displaystyle m(a\otimes b)=ab}и экспонента рассматривается как степенной ряд:
{\displaystyle e^{A}:=1+\sum _{n=1}^{\infty }{\frac {1}{n!}}A^{n}.}
То есть, формула для {\displaystyle C_{n}} это
{\displaystyle C_{n}={\frac {i^{n}}{2^{n}n!}}m\circ \Pi ^{n}.}
Как указано, часто исключают все появления {\displaystyle i} выше, и формула ограничивается, вещественными числами.
Заметим, что если функции f и g являются многочленами, бесконечная сумма становится конечной (ограничивается обычным случаем алгебры Вейля).
Отношение произведения Мояля и обобщенного ★-произведения, используемого в определении «алгебры символов» в универсальной обертывающей алгебры вытекает из того, что алгебра Вейля является универсальной обертывающей алгеброй алгебры Гейзенберга (с учетом того, что центр равен единице).

## На многообразиях
На любом симплектическом многообразии, можно, по крайней мере, локально, выбрать координаты таким образом, чтобы постоянная симплектической структуры, по теореме Дарбу; и, используя соответствующий бивектор Пуассона, можно рассматривать приведенные выше формулы. Для того, чтобы работать во всем многообразии (и использовать не только локальную формулу), необходимо оснастить симплектическое многообразие симплектической связнастью без кручения. Это делает его многообразием Федосова.
Более общие результаты для произвольных Пуассоновых многообразий (где Дарбу теорема не верна) дает формула квантования Концевича.

## Примеры
Простой явный пример конструкции и использования ★-произведения (в простейшем случае двумерного евклидового фазового пространства) дано в статье о преобразовании Вигнера-Вейля: два гауссиана объединяются ★-произведением согласно закону гиперболического тангенса:
{\displaystyle \exp \left[-a\left(x^{2}+p^{2}\right)\right]\star \exp \left[-b\left(x^{2}+p^{2}\right)\right]={\frac {1}{1+\hbar ^{2}ab}}\exp \left[-{\frac {a+b}{1+\hbar ^{2}ab}}\left(x^{2}+p^{2}\right)\right].}
(Заметьте классический предел при ħ → 0.)
Каждый рецепт перехода между фазовым пространством и гильбертовым пространством, однако, индуцирует собственное правильное ★-произведение.
Аналогичные результаты наблюдаются в пространстве Сегаля-Баргмана и в тета-представлении группы Гейзенберга, где операторы рождения и уничтожения {\displaystyle a^{*}=z} и {\displaystyle a=\partial /\partial z} понимаются как действующие в комплексной плоскости (соответственно, на верхнюю полуплоскость для группы Гейзенберга), так что операторы координаты и импульса задаются {\displaystyle x=(a+a^{*})/2} и {\displaystyle p=(a-a^{*})/(2i)}. Такая ситуация явно отличается от случая, где координаты считаются вещественными, но проливают свет на общую алгебраическую структуру алгебры Гейзенберга и её оболочки, алгебры Вейля.